# Ni retirada, ni rendició
Ni retirada, ni rendició (Karaté Tiger, o No Retreat, No Surrender als Estats Units) és una pel·lícula estatunidenca dirigida per Corey Yuen el 1985. Ha estat doblada al català

## Repartiment
Jason és un jove karateka que s'entrena en el dojo del seu pare, a Los Angeles. Un vespre, després del entrenament, el pare de Jason rep la visita d'uns mafiosos que volen apoderar-se de la seva sala. Com que refusa, el cap dels criminals demana al seu guardaespatlles, Yvan, que li trenqui la cama, deixant-lo discapacitat de per vida.
El pare de Jason decideix llavors portar la seva família a Seattle i obrir-hi un bar, abandonant definitivament el karate. Però Jason contínua entrenant-se, cosa que molesta el seu pare que, encoleritzat,  saqueja la sala de entrenament del seu fils. Desemparat, Jason demanda al seu ídol, Bruce Lee, que l'ajudi.
Poc després, durant la nit, el fantasma de Bruce Lee li ret visita i comença a l'entrenar al jeet kune do. A força de coratge i de voluntat, passa ràpidament de ser un practicant mig a un combatent fora de mida.
I aviat, tindrà l'ocasió de intentar venjar el seu pare quan Yvan, a petició del seu cap, ve a Seattle a desafiar els combatents dels dojos locals...
- Kurt McKinney : Jason
- Kim Tai Chung : el fantasma de Bruce Lee
- Jean-Claude Van Damme : Ivan el Vermell
- Kathie Sileno : Kelly Reilly
- Kent Lipham : Scott
- Ron Pohnel : Ian Reilly
- Dale Jacoby : Dean Ramsay
- Michele Krasnoo

## Al voltant de la pel·lícula
- És la pel·lícula que ha donat a conèixer Jean-Claude Van Damme, amb una aparició d'a penes 10 minuts. Aconsegueix imposar un magnetisme implacable i fins i tot roba el protagonisme a Kurt McKinney.
- Kim Tai Chung, que en aquesta pel·lícula fa el paper de Bruce Lee, era també un dels dobles d'aquest últim en El Joc de la mort.
- Caldran  més d'una vintena d'anys perque la banda sonora de la versió mundial (Europa, Àsia, Austràlia, Nova Zelanda...) estigui disponible pel gran públic.[6]
- El combat final entre Jean-Claude Van Damme i Kurt McKinney ha estat coreografiat per Corey Yuen que també ha realitzat les coreografies de pel·lícules amb Jet Li (Arma letal 4, Romeo ha de morir, The One) o Jason Statham (Transporter, Transporter 2, The Transporter 3).